# 如來神掌再戰江湖
《如來神掌再戰江湖》，香港無綫電視翡翠台古裝武俠劇集，是無綫電視根據早年當紅粵語電影《如來神掌》故事人物而創作的故事，故事主要講述邪神門徒龍劍飛的後人的傳奇故事。由關禮傑 江欣燕 蔡少芬領銜主演
本劇於1993年6月14日首播，全劇共20集，監製邱家雄。
此劇于2008年10月9日在TVB星河頻道重播，2018年在TVB星河頻道“好戲珍藏館”時段再度重播。

## 演員表

### 主要演員
- 關禮傑 飾 龍劍生
- 江欣燕 飾 公孫靈鳳
- 顏國樑 飾 東島長離
- 劉家輝 飾 火雲邪神/敖千山
- 洪　欣 飾 風清清/風漂漂
- 蔡少芬 飾 天　香
- 羅　蘭 飾 天　恩
- 李龍基 飾 天　賜
- 關　菁 飾 天家總管
- 楊得時 飾 石僅存
- 歐瑞偉 飾 侯逸飛

### 友情客串
- 羅樂林 飾 龍劍飛
- 羅　莽 飾 天殘腳

### 其他演員
- 馮素波 飾 奶　娘
- 王偉樑 飾 一燈大師
- 羅國雄 飾 古董店老闆
- 李顯明 飾 阿　虎
- 黃仲匡 飾 阿　豹
- 王維德 飾 阿　馬
- 駿　雄 飾 武師鼎
- 于　楓 飾 怪婆婆/裘玉娟
- 何壁堅 飾 風滿樓
- 俞　明 飾 卡拉老爹
- 黃德斌 飾 孟　哥
- 焦　雄 飾 一休大師
- 黄一飛 飾 三山道長
- 承　恩 飾 五行老祖
- 李家鼎 飾 七星劍客
- 蘇杏璇 飾 九絕師太
- 李成昌 飾 司空見慣
- 李海生 飾 降　龍
- 陳均榕 飾 伏　虎
- 劉桂芳 飾 八絕師太
- 廖麗麗 飾 七絕師太
- 麥皓為 飾 張三/阿上
- 黄天鐸 飾 李四/阿下
- 麥子雲 飾 松長老
- 方　傑 飾 竹長老
- 虞天偉 飾 梅長老
- 高思雅 飾 娥眉派小師妹